# Xoşbəxt Yusifzadə

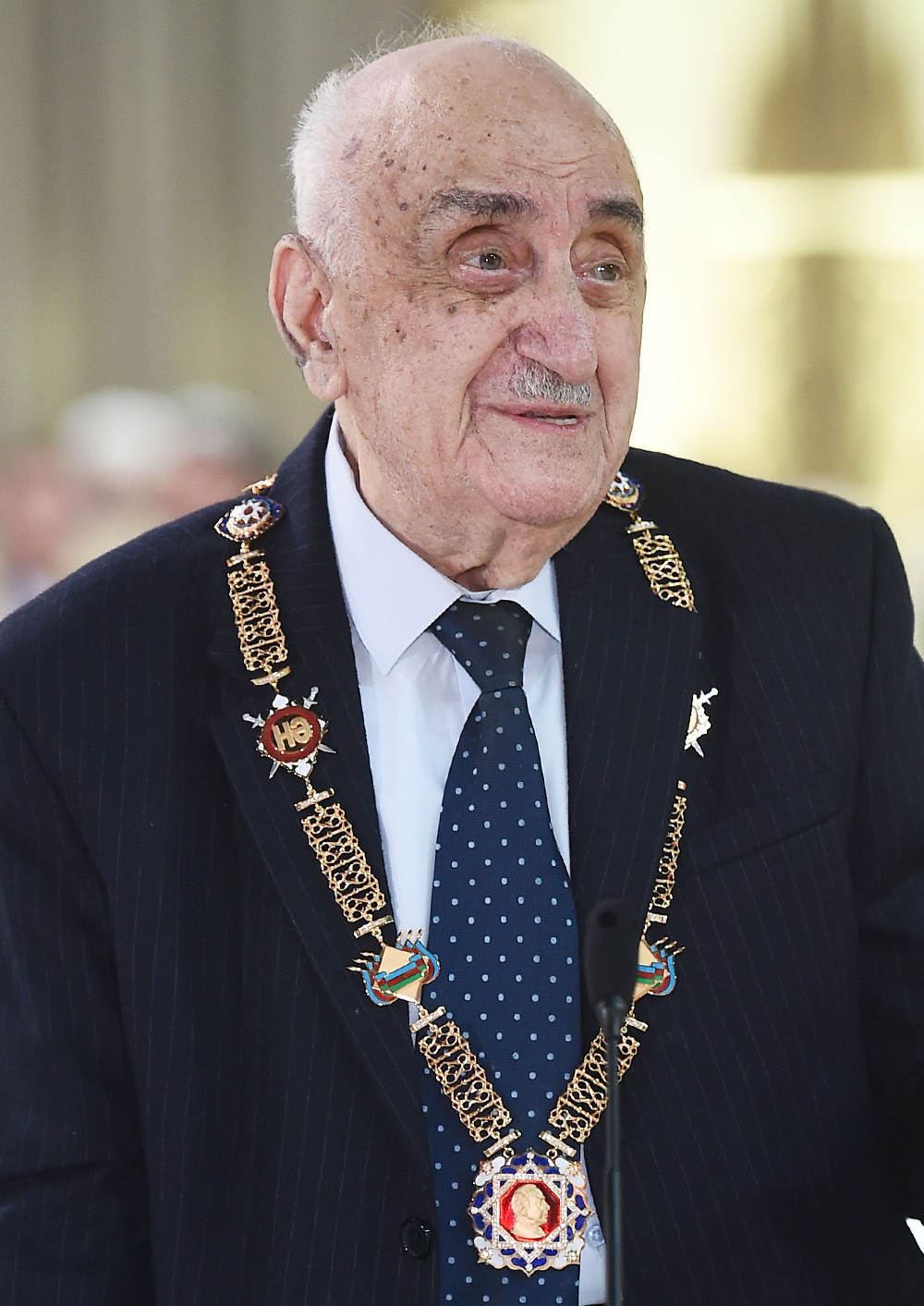
Khoshbakht Yusifzadeh

Xoşbəxt Bağır oğlu Yusifzadə (auch Khoshbakht Yusifzadeh; * 14. Januar 1930 in Pirshagi, Baku; † 3. Oktober 2023) war ein aserbaidschanischer Naturwissenschaftler und erster Vizepräsident der Staatlichen Ölgesellschaft der Republik Aserbaidschan (SOCAR).

## Biografie
Yusifzadeh wurde am 14. Januar 1930 in der Siedlung Pirshagi in Baku während der Geburtstagsfeier seiner Mutter geboren, weswegen sein Vater ihn Khoshbakht nannte, was auf Deutsch „glücklich“ bedeutet.
Khoshbakht Yusifzadeh absolvierte 1952 das Aserbaidschanische Institut für Industrie (jetzt: Aserbaidschanische Staatliche Öl- und Industrieuniversität). Er begann seine Karriere als Geologe und arbeitete später als leitender Geologe in Neft Dashlary, einer Offshore-Stadt im Kaspischen Meer. 1970 wurde er zum stellvertretenden Manager sowie zum leitenden Geologen in der Abteilung für Offshore-Öl- und Gasförderung ernannt. Yusifzadeh war ab 1987 Doktor der Naturwissenschaften in Geologie und Mineralogie und wurde 1994 zum Vizepräsidenten von SOCAR für Geologie, Geophysik und Feldentwicklung ernannt. Yusifzadeh war dafür bekannt, zahlreiche Öl- und Gasfelder wie Bahar, Gunashli, Azeri, Chirag, Kapaz usw. entdeckt zu haben. Er war auch Mitglied der Aserbaidschanischen Nationalen Akademie der Wissenschaften.
Er starb am 3. Oktober 2023 im Alter von 93 Jahren.

## Werke und Auszeichnungen
Yusifzadeh war Autor von mehr als 127 wissenschaftlichen Arbeiten sowie 8 Monographien und 4 Erfindungen. Er wurde zweimal mit dem Orden des Roten Banners der Arbeit und dem Orden des Ruhmes der Arbeit sowie mit dem Staatspreis (1982 und 1991) ausgezeichnet, darüber hinaus mit dem Şərəf-Orden (Ehrenorden), dem Istiqlal-Orden (Orden der Souveränität) und weiteren Orden und Ehrenorden.
Yusifzadeh trug die Ehrentitel Verdienter Geologe der ehemaligen UdSSR und Verdienter Ingenieur der Republik Aserbaidschan. Er wurde mit dem Honorary Explorationist of the Earth Crust ausgezeichnet.
Yusifzadeh war Mitglied und erster Vizepräsident der International Eastern Petroleum Academy. Er war auch korrespondierendes Mitglied der Russian International Academy of Engineers. Im Januar 2010 wurde auf staatlicher Ebene auf Anordnung des Präsidenten von Aserbaidschan der 80. Jahrestag von Yusifzadeh begangen. Er war Autor mehrerer Bücher über Geologie und Sicherheit in der Erdölindustrie. Yusifzadeh wurde 2009 in der Türkei als Wissenschaftler des Jahres ausgezeichnet.
Yusifzadeh war verheiratet und hatte zwei Kinder.
Anlässlich seines 90. Geburtstags wurde ihm am 13. Januar 2020 vom Präsidenten İlham Əliyev der höchste staatliche Orden Aserbaidschans – der Heydər-Əliyev-Orden – für seinen außergewöhnlichen Beitrag und seine langfristig wirksame Tätigkeit in der Entwicklung der Ölindustrie von Aserbaidschan verliehen.